# Nœud de lapin

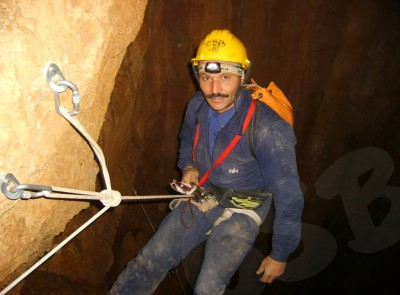
nœud de mickey

Le  nœud à oreilles de lapin est un nœud de boucle utilisé en spéléologie. C'est une variante du huit double.
Le nœud est légèrement auto-répartiteur : les deux boucles inter-réglables (une s'allonge lorsque l'autre raccourcit) ont tendance à s'équilibrer lors d'une mise en charge.
Suivant les régions et l'usage, le nœud est aussi appelé « nœud de Mickey » ou encore « Bunny ».
Le nœud de Gibus est dérivé du nœud de lapin.

## Réalisation
Commencer par le début d'un nœud en huit de plein poing.
Au moment de nouer, ne pas passer la boucle du courant, mais créer une nouvelle ganse avec ce courant, et la passer dans le nœud : on obtient les deux boucles utiles à amarrer.
Avec la boucle qui termine le courant, restée à l'extérieur, coiffer le nœud entier, sans perdre les boucles utiles.
Résorber la coiffe en tirant sur les deux boucles utiles. Régler selon les besoins.

## Utilisation
Il a tendance à être remplacé par le nœud de fusion plus facile à défaire après avoir été mis sous tension et un peu plus économe en corde.

## Variante: répartiteur pour amarrages multiples
Les deux boucles sont réalisées de façon que leur taille soit très inégale ; la plus courte, qui sort à peine du nœud, est frappée d'un mousqueton.

La grande boucle est utilisée pour réaliser des anneaux, frappés à leur base dans ce mousqueton. Le nombre d'anneaux réalisables n'est limité que par la taille de cette grande boucle, et par la capacité du mousqueton utilisé.
Avec cette méthode, une charge peut être répartie sur autant de points que souhaité.